# إسماعيل شبانة
إسماعيل شبانة مطرب مصري راحل، بدأ حياته الغنائية مع الإذاعة المصرية عام 1944 وقد قدّم بها العديد من الأغاني كان أشهرها (يا سلام لو كنت تعرف قد إيه بفرح بقربك)، وكانت بدايته في السينما من خلال فيلم (ظلموني الناس) عام 1950 والذي شارك فيه بالغناء، ليشارك بعدها في عدة أعمال منها مسرحية (سيد درويش) عام 1965، يعتبر الشقيق الأكبر لعبد الحليم حافظ لكن لم يحظى إسماعيل بالشهرة العالية مثل شقيقه بسبب اختياره للون الغنائي القديم مما أدّى لاعتزاله الغناء في وقت مبكر.
شغل إسماعيل شبانه منصب وكيل معهد الموسيقى العربية وشغل منصب أستاذ لتدريس مادة الموسيقى الشرقية بالمعهد العالي للموسيقى المسرحية وتوفي في 28 فبراير 1985.

## نشأته
ولد إسماعيل شبانة سنة 1919 بقرية الحلوات مركز الزقازيق بمحافظة الشرقية، وهو الشقيق الأكبر للفنان الراحل عبد الحليم حافظ والذي كان بمثابة الأب له بعد وفاة والدته، ويذكر أن إسماعيل كان له الفضل في إنقاذ حياة شقيقه بسبب رغبة بعض النسوة في التخلص منه وهو رضيع حيث توفيت والدته وهي تلده واعتبروه نذير شؤم وتولّى رعاية أخيه وساهم في إلحاقه بمعهد الموسيقى العربية.
ورث عن والده جمال الصوت وتعلّم في مدارس الزقازيق ثم جاء للقاهرة وحصل على دبلوم معهد الموسيقى والمعهد العالي للموسيقي المسرحية. ثم تخرّج عام 1950 ثم عمل مدرس موسيقى بالمعهد العالي للموسيقى.

## أعماله
قد قدم العديد من الاغاني بالإذاعة المصرية كان منها (يا سلام لو كنت تعرف قد إيه بافرح بقربك). وفي السينما شارك بصوته فقط في فيلم 'ظلموني الناس' قام إسماعيل شبانة أيضاً بالبطولة الغنائية في فيلم «سيد درويش».
تعامل مع كثير من الملحنين سيد مكاوي، وعبد العظيم عبد الحق، وعبد العظيم محمد، ومنير مراد، إلا أن معظم أغانيه كانت من تلحين صديقه، ووالد زوجته أحمد صبرة.

## صورته في الإعلام
أدى دوره كلٌ من الممثل عادل شعبان، في فيلم حليم، والممثل كمال أبو رية في مسلسل العندليب حكاية شعب

## وفاته
توفي إسماعيل شبانة يوم الخميس 28 فبراير سنة 1985 م.

## وصلات خارجية
- أرشيف أغاني إسماعيل شبانة على منتدى سماعي
- إسماعيل شبانة على موقع السينما